# La Talaudière
La Talaudière là một xã trong tỉnh Loire miền trung nước Pháp.